# Loupershouse
Loupershouse é uma comuna francesa na região administrativa de Grande Leste, no departamento de Mosela. Estende-se por uma área de 7,73 km². Em 2010 a comuna tinha 932 habitantes (densidade: 120,6 hab./km²).